# 3375 Amy
3375 Amy (1981 JY1) là một tiểu hành tinh vành đai chính được phát hiện ngày 5 tháng 5 năm 1981, bởi Carolyn S. Shoemaker ở Palomar.